# Радциг, Юрий Юрьевич
Юрий Юрьевич Радциг (1936—2010) — российский учёный, заслуженный деятель науки и техники Российской Федерации (1999), доктор технических наук, почётный радист СССР, профессор.

## Биография
Родился 12 ноября 1936 года.
Окончил Казанский авиационный институт (1959, с отличием) и его аспирантуру, в 1963 г. защитил кандидатскую диссертацию на тему: «Синтез неоднородных линий для широкополосного согласования». Работал там же в должностях от ассистента до профессора и заведующего кафедрой радиосистем. Специалист в области антенн и антенных устройств.
В 1977—1982 годы — ректор Новгородского политехнического института.
В 1982—1992 годы — заведующий кафедрой теоретических основ радиотехники, с 1992 года — профессор кафедры теоретической и математической физики, руководитель лаборатории электродинамики и волновых процессов, в последние годы жизни — советник ректора НовГУ.

## Публикации
Опубликовал более 200 работ, среди которых — учебные пособия для студентов:
- Теория щелевых излучателей: Учеб. пособие / Ю. Ю. Радциг, С. И. Эминов; Новгор. политехн. ин-т. — Н. Новгород: НПИ, 1989. — 20 см. Ч. 1: Интегральные уравнения. — Н. Новгород: НПИ, 1989. — 51, [1] с.: ил.
- Элементы теории электромагнитного поля [Текст]: Конспект лекций. — Казань: КАИ, 1978. — 55 с.: ил.; 20 см.
- Интегральное уравнение для анализа и синтеза щелевых излучателей, расположенных на объектах цилиндрической формы [Текст]: научное издание / Ю. Ю. Радциг, М. А. Хаванова // Известия вузов России. Радиоэлектроника. — 2001. — Вып. 1. — С. 4—8.
- Теория и методы решения интегральных уравнений вибраторных антенн: учебное пособие для студентов вузов, обучающихся по направлению подготовки 210300 «Радиотехника» (552500: «Радиотехника») / Ю. Ю. Радциг, А. В. Сочилин, С. И. Эминов. Федеральное агентство по образованию, Новгородский гос. ун-т им. Ярослава Мудрого. — Великий Новгород: [НовГУ им. Ярослава Мудрого], 2007. — 54 с.: ил., табл.; 21 см.

Скончался 16 декабря 2010 года в Великом Новгороде.